# 諾爾斯衛星群
诺尔斯群是与土星共享类似轨道的一大组卫星群. 它们的半长轴区域在12至24Gm, 轨道傾角在136°至175° (逆行轨道), 它们的离心率在0.13至0.77间.
该组卫星包括八个(距离土星由近至远):
- 土卫九
- 土卫二十七 (Skathi亚群)
- S/2007 S 2
- 土卫四十七 (Skathi亚群)
- S/2006 S 4
- 土卫四十四 (Skathi亚群)
- S/2004 S 13
- S/2004 S 17
- S/2006 S 6
- 土卫二十五
- S/2006 S 1 (Skathi亚群)
- 土卫三十一 (Narvi亚群)
- 土卫三十八 (Skathi亚群)
- 土卫二十三
- S/2004 S 12
- S/2004 S 7
- 土卫四十三
- 土卫三十九 (Narvi亚群)
- 土卫四十 (Skathi亚群)
- 土卫三十
- S/2007 S 3
- 土卫三十六
- S/2006 S 3 (Skathi亚群)
- 土卫四十五 (Skathi亚群)
- 土卫四十一
- 土卫四十八
- 土卫十九
- 土卫四十六
- 土卫四十二

其中10个卫星属于亚群, Skathi及Narvi亚群. 它们的半长轴区域在 15 至 20 Gm, 轨道交角在 147° and 158°, 土卫三十一(Narvi)可能本身又拥有一个亚群.
國際天文聯會(IAU) 将为该组卫星保留北欧诺尔斯神话名(大部分是巨人). 一个例外是土卫九, 它是本组卫星中最大的, 同时也是比本组其他卫星发现前很早就发现的.